# Tour del Lago Taihu
El Tour del Lago Taihu (oficialmente: Tour of Taihu Lake) es una carrera ciclista profesional por etapas que se disputa alrededor del lago Taihu (China), en el mes de octubre o noviembre. Su primera edición se llamó simplemente Tour of Taihu.
Se disputa desde 2010 formando parte del UCI Asia Tour. Las primeras ediciones estuvo dentro la categoría .2 (última categoría del profesionalismo); la primera 1.2 (al ser carrera de un día) y la segunda en la 2.2 (al ser carrera por etapas). En 2012 ascendió a la categoría 2.1.

## Palmarés
| Año  | Ganador           | Segundo           | Tercero               |           |
| ---- | ----------------- | ----------------- | --------------------- | --------- |
| 2010 | David Kemp        | Jing Yang         | Sergiy Grechyn        |           |
| 2011 | Borís Shpilevski  | Alois Kaňkovský   | Aaron Kemps           |           |
| 2012 | Milan Kadlec      | Floris Goesinnen  | Ki Ho Choi            |           |
| 2013 | Yuriy Metlushenko | Alois Kaňkovský   | Borís Shpilevski      |           |
| 2014 | Sam Witmitz       | Jurgen Van Diemen | Alois Kaňkovský       |           |
| 2015 | Jakub Mareczko    | Andrea Palini     | Marco Zanotti         |           |
| 2016 | Leonardo Duque    | Yonder Godoy      | Peter Schulting       |           |
| 2017 | Jakub Mareczko    | Guillaume Boivin  | Carlos Eduardo Alzate |           |
| 2018 | Boris Vallée      | Benjamin Dyball   | Alexander Cataford    |           |
| 2019 | Dylan Kennett     | Boris Vallée      | Matthias Brändle      |           |
| 2021 | cancelada         | cancelada         | cancelada             | cancelada |
| 2022 | cancelada         | cancelada         | cancelada             | cancelada |
| 2023 | George Jackson    | Enrico Zanoncello | Jarne Van de Paar     |           |
| 2024 | Jelte Krijnsen    | Marcin Budziński  | Wilmar Paredes        |           |

Nota: Leonardo Duque, ganador de la edición 2016, es un ciclista nacido en Colombia pero en julio de 2015 se nacionalizó como ciudadano francés por lo que su victoria en 2016 fue como corredor de este segundo país.

## Palmarés por países
| País            | Victorias |
| --------------- | --------- |
| Australia       | 2         |
| Italia          | 2         |
| Nueva Zelanda   | 2         |
| República Checa | 1         |
| Ucrania         | 1         |
| Rusia           | 1         |
| Francia         | 1         |
| Bélgica         | 1         |
| Países Bajos    | 1         |